# Entertainer (phim truyền hình 2016)
Entertainer (tiếng tiếng Hàn: 딴따라; Romaja: Ttanttara) là một bộ phim truyền hình Hàn Quốc năm 2016 với sự tham gia của Ji Sung, Lee Hye-ri, Kang Min-hyuk và Chae Jung-an. Phim được phát sóng trên đài SBS từ ngày 20 tháng 4 năm 2016 đến ngày 16 tháng 6 năm 2016 vào thứ Tư và thứ Năm lúc 21h55 (UTC + 9) trong 18 tập.

## Tóm tắt
Shin Suk-ho (Ji Sung) là một người quản lý thành công, làm việc cho giải trí KTOP, một trong những công ty giải trí lớn nhất ở Hàn Quốc. Sau khi quyết định trở nên độc lập và cố gắng phát triển công ty riêng Mango Entertainment, anh đột nhiên phải đối mặt với nhiều khó khăn và mất tất cả những gì mình có và vào tù. Sau khi được thả ra, trong khi anh ta đang cố gắng tìm cách trở lại cuộc sống, anh ta tìm thấy một học sinh trung học tài năng, Jo Ha-neul (Kang Min-hyuk) và quyết định biến cạu ta thành một ca sĩ nổi tiếng. Nhưng anh ta nhận ra rằng Ha-neul là một người bị kết án và bị bạn của anh ta, Lee Ji-Young (Yoon Seo) buộc tội lạm dụng tình dục. Shin Suk-ho bắt đầu một hành trình mới với Ha-neul, thành lập nhóm 'Entertainer Band' (ban nhạc Ddandara / 딴다라), và cố gắng đặt mọi thứ vào đúng vị trí của họ với sự giúp đỡ của các thành viên ban nhạc, những người bạn trung thành của anh ấy và Jung Geu -rin (Lee Hye-ri), chị gái chăm chỉ của Ha-neul.